# Kundalwadi
Kundalwadi è una città dell'India di 14.355 abitanti, situata nel distretto di Nanded, nello stato federato del Maharashtra. In base al numero di abitanti la città rientra nella classe IV (da 10.000 a 19.999 persone).

## Geografia fisica
La città è situata a 18° 51' 23 N e 77° 46' 02 E.

## Società

### Evoluzione demografica
Al censimento del 2001 la popolazione di Kundalwadi assommava a 14.355 persone, delle quali 7.211 maschi e 7.144 femmine. I bambini di età inferiore o uguale ai sei anni assommavano a 2.182, dei quali 1.150 maschi e 1.032 femmine. Infine, coloro che erano in grado di saper almeno leggere e scrivere erano 6.739, dei quali 4.184 maschi e 2.555 femmine.